# Le Hommet-d’Arthenay
Le Hommet-d’Arthenay település Franciaországban, Manche megyében. Lakosainak száma 345 fő (2018. január 1.). Le Hommet-d’Arthenay Le Dézert, Amigny, Les Champs-de-Losque, La Chapelle-en-Juger, Graignes-Mesnil-Angot, Pont-Hébert és Tribehou községekkel határos.

## Népesség
A település népességének változása:
| Lakosok száma | 358  | 336  | 326  | 339  | 326  | 392  | 393  | 395  | 355  | 345  |
|               | 1968 | 1975 | 1982 | 1990 | 1999 | 2011 | 2013 | 2015 | 2017 | 2018 |